# Hickebick
Der Hickebick (auch: die Hickebick und Pfeiffersberg) ist ein Naturdenkmal im Zentrum von Darmstadt-Eberstadt.

## Geologie
Die Sanddüne Hickebick (Binnendüne) wurde am Ende der Weichseleiszeit im kalten Tundrenklima durch Sandaufwehungen aus pleistozänem Flugsand gebildet.
Die Düne ist der Restbestand einer Flugsanddüne inmitten Eberstadts.
Im Volksmund wird sie auch „Pfeiffersberg“ genannt, nach der alteingesessenen Familie Pfeiffer, deren Hof angrenzt.
Der 1907 gegründete Sportverein TG 07 Eberstadt nutzte in seinen Anfängen das Areal als Sportstätte mit der Erlaubnis der Familie Pfeiffer.

## Flora
Die Düne Hickebick lässt sich in verschiedene Vegetationseinheiten untergliedern:
1. Pfriemengras-Steppenrasen
2. lockere Silbergras-Trockenrasen
3. xerothermer Pfriemengras-Trockenrasen

## Naturdenkmal
Bis 1993 wurde der „Pfeiffersberg“ von der Familie Pfeiffer bewirtschaftet, meist durch den Anbau von Spargel.
Seit 1993 ist die Düne Naturdenkmal. Schutzgründe sind die Erhaltung der seltenen Dünenflora und die geologische Bedeutung. Auf dem Areal befinden sich zahlreiche Pflanzenarten, die geschützt, schützenswert oder gefährdet sind.

## Toponyme
Folgende historische Namensformen sind bekannt:
- 1622: in Heckenbicken
- 1630: im Heckenbiegk
- 1650: im Hickenbick
- 1781: die Hicke Bücke
- Rezenter Beleg (ab ca. 1850) Die Hickerbick
- 20. Jahrhundert: Hickebick
- kopial 21. Jahrhundert

## Etymologie
- Hicke: Zu ahd. hegga „Wall, Schanze“, mhd. hecke, hegge, heck, Hecke, bedeutet in den westmitteldeutschen Dialekten nicht nur „lebender Zaun“, sondern auch „Gebüsch, Gestrüpp; niederer Buschwald“.

- bick: Wohl zu mhd. gebicke, gebucke, bedeutet „Gebück“, „ineinander gebogenes Gebüsch, Gehölzverhau“.

## Sonstiges
Das Naturdenkmal Hickebick besitzt keinen öffentlichen Zugang.